# Antoine Joseph Xavier Conte
Pour les articles homonymes, voir Conte (homonymie).
Ne doit pas être confondu avec Antoine Conte.
Antoine Joseph Xavier Conte est un homme politique français né le 17 janvier 1773 à Colmar (Haut-Rhin) et décédé le 19 juin 1850 à Strasbourg (Bas-Rhin).

## Biographie
Entré dans l'administration des finances en 1800, il est chargé, en 1809, de l'administration du grand-duché de Berg, où il est directeur général du trésor. Il entre ensuite dans l'administration des postes françaises en 1815 et passe au ministère des finances en 1824. Il est directeur général des Postes en 1830, négocie le traité postal franco-britannique de 1836. Il dirige la rédaction du dictionnaire postal en 1837. Nommé conseiller d’État, il est député de la Loire de 1837 à 1839, siégeant dans la majorité soutenant la Monarchie de Juillet. 

## Sources
- « Antoine Joseph Xavier Conte », dans Adolphe Robert et Gaston Cougny, Dictionnaire des parlementaires français, Edgar Bourloton, 1889-1891 [détail de l’édition]